# Gedern
Gedern este un oraș în nord-estul districtului Wetteraukreis, landul Hessa, Germania. Pe suprafața orașuluii se află lacul Gederner See.

## Geografie

### Comune vecinate
Gedern este delimitat în nord de orașul Schotten (districtul Vogelsbergkreis), în nord-est de comuna Grebenhain (districtul Vogelsbergkreis), în est de comuna Birstein (districtul Main-Kinzig-Kreis), în sud de comuna Kefenrod (districtul Wetteraukreis), în sud-vest de orașul Ortenberg (districtul Wetteraukreis) și în vest de comuna Hirzenhain (districtul Wetteraukreis).

### Subdiviziuni
Orașul Gedern este subîmpărțit în șase cartiere: Gedern, Mittel-Seemen, Nieder-Seemen, Ober-Seemen, Steinberg și Wenings.

## Istorie

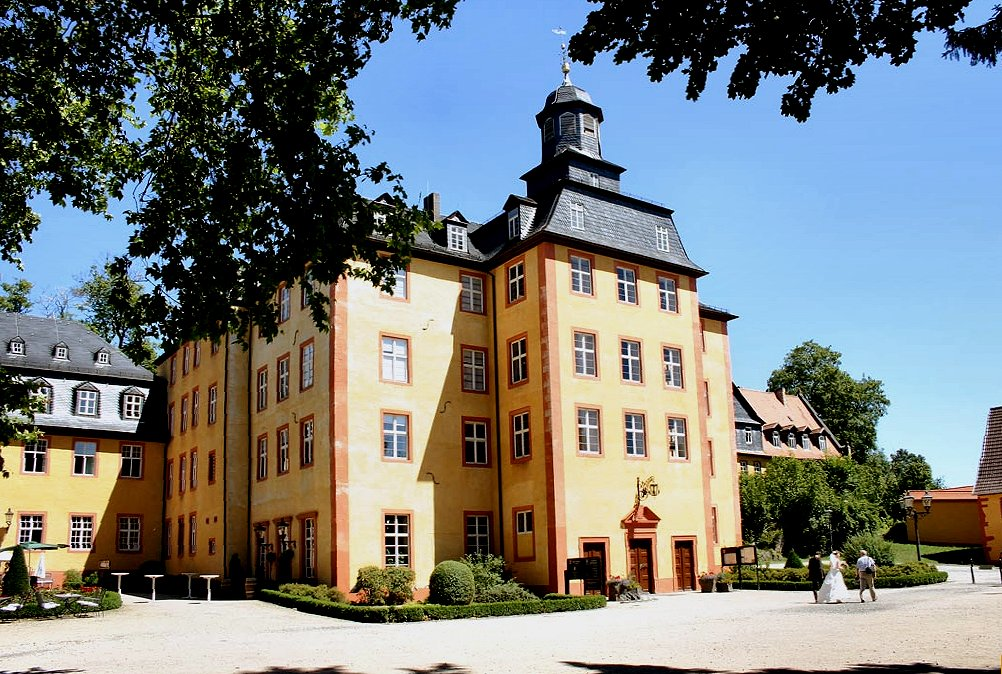
Castelul Gedern

- Prima atestare documentară este din anul 780 d.Hr. Primele atestări ale unor cartierele au fost: Mittel-Seemen (1358), Nieder-Seemen (1339, satul exista probabil deja în 786), Ober-Seemen (1320), Steinberg (1555) și Wenings (1187).[2]
- Privilegiile de oraș au fost date de către Carol al IV-lea, Împărat al Sfântului Imperiu Roman, pe 10 ianuarie 1356.
- Din 1852 Gedern a făcut parte din districtul Nidda. După desființarea districtului Nidda, Gedern a făcut parte din districtul Schotten ,din 1874 până în 1936. Din 1936 Gedern aparținea districtului Büdingen, iar după desființarea acestuia, Gedern face parte din districtul Wetteraukreis, începând din 1972.
- Comuna Gedern s-a format în 1972 printr-o reformă rurală în landul Hessa. Gedern și cinci sate formează de atunci orașul Gedern.

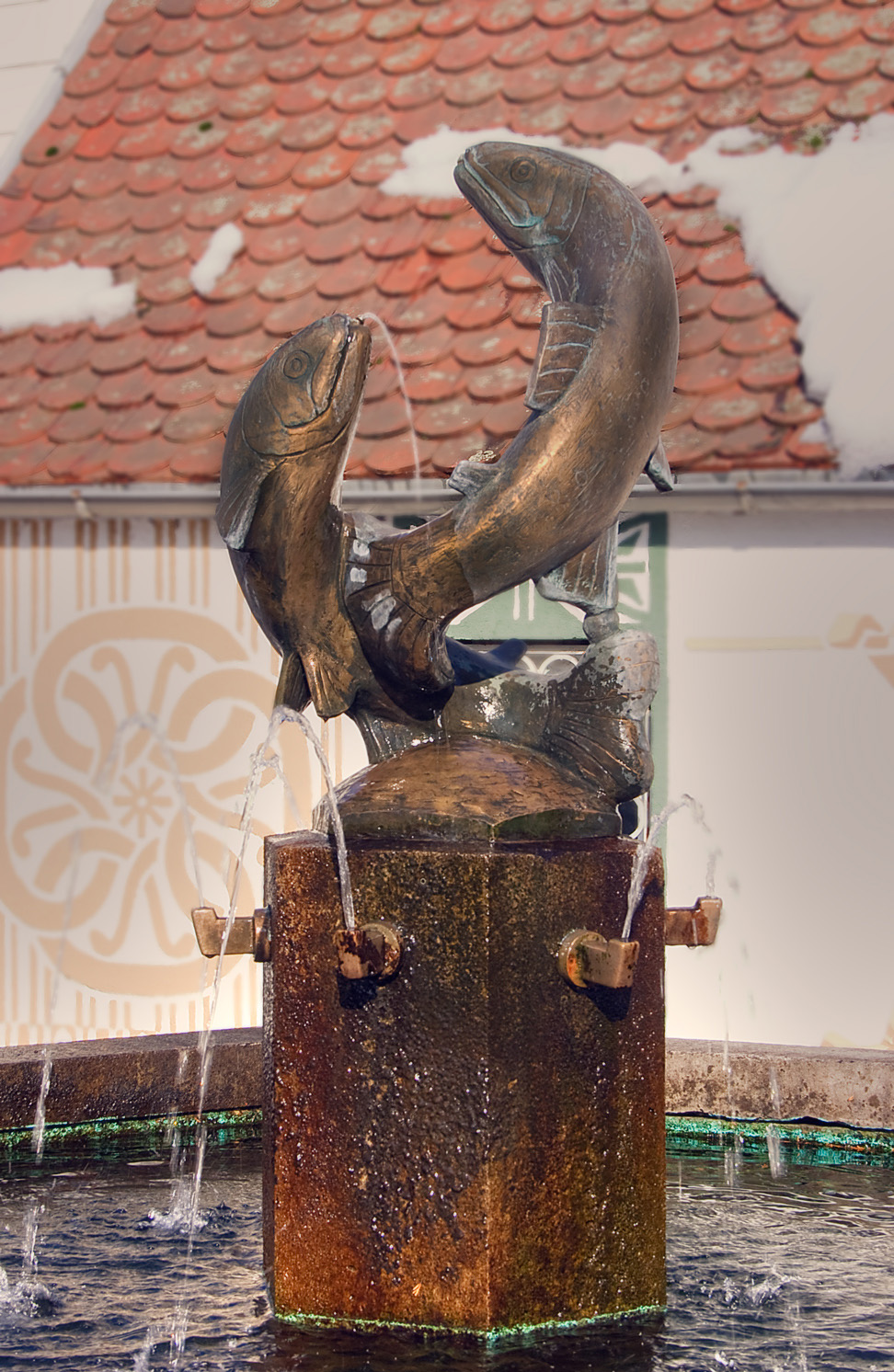
Forellenbrunnen ("Fântâna de păstrăvi")

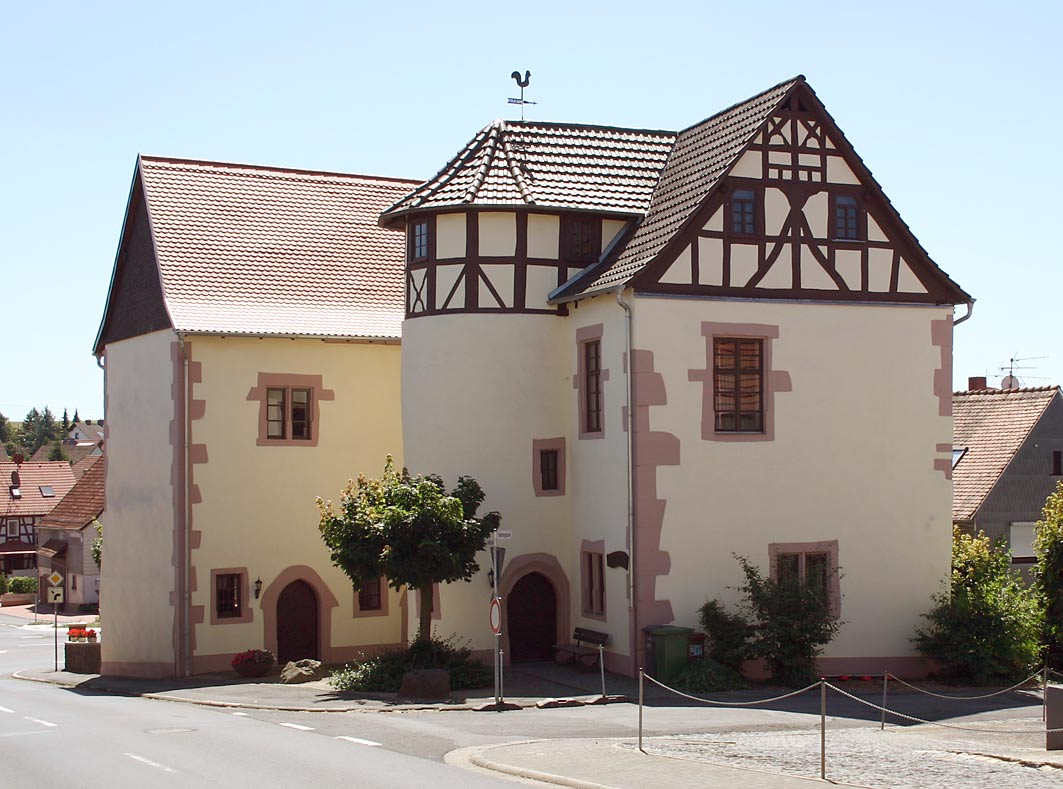
Castelul Moritzstein în Wenings

## Politică

### Alegeri comunale
Rezultatul alegerilor comunale de la 27. martie 2011:, 
| Partid                      | Partid                                      | % 2011 | Consilieri 2011 | % 2006 | Consilieri 2006 | % 2001 | Consilieri 2001 |
| CDU                         | Christlich Demokratische Union Deutschlands | 33,5   | 10              | 35,9   | 11              | 35,6   | 11              |
| FWG                         | Freie Wählergemeinschaft Gedern             | 27,8   | 9               | 25,7   | 8               | 20,9   | 7               |
| SPD                         | Sozialdemokratische Partei Deutschlands     | 25,8   | 8               | 24,0   | 7               | 30,1   | 9               |
| UBG                         | Unabhängige Bürger Gedern                   | 8,4    | 3               | 6,2    | 2               | 7,3    | 2               |
| BLG                         | Bürgerliste Gedern                          | 4,6    | 1               | 6,8    | 2               | —      | —               |
| GRÜNE                       | Bündnis 90/Die Grünen                       | —      | —               | —      | —               | 6,1    | 2               |
| NPD                         | Nationaldemokratische Partei Deutschlands   | —      | —               | 1,5    | 1               | —      | —               |
| Total                       | Total                                       | 100,0  | 31              | 100,0  | 31              | 100,0  | 31              |
| Participare la alegeri în % | Participare la alegeri în %                 | 43,0   | 43,0            | 45,0   | 45,0            | 50,1   | 50,1            |

### Primar
Rezultatul alegerilor de primar în Gedern:

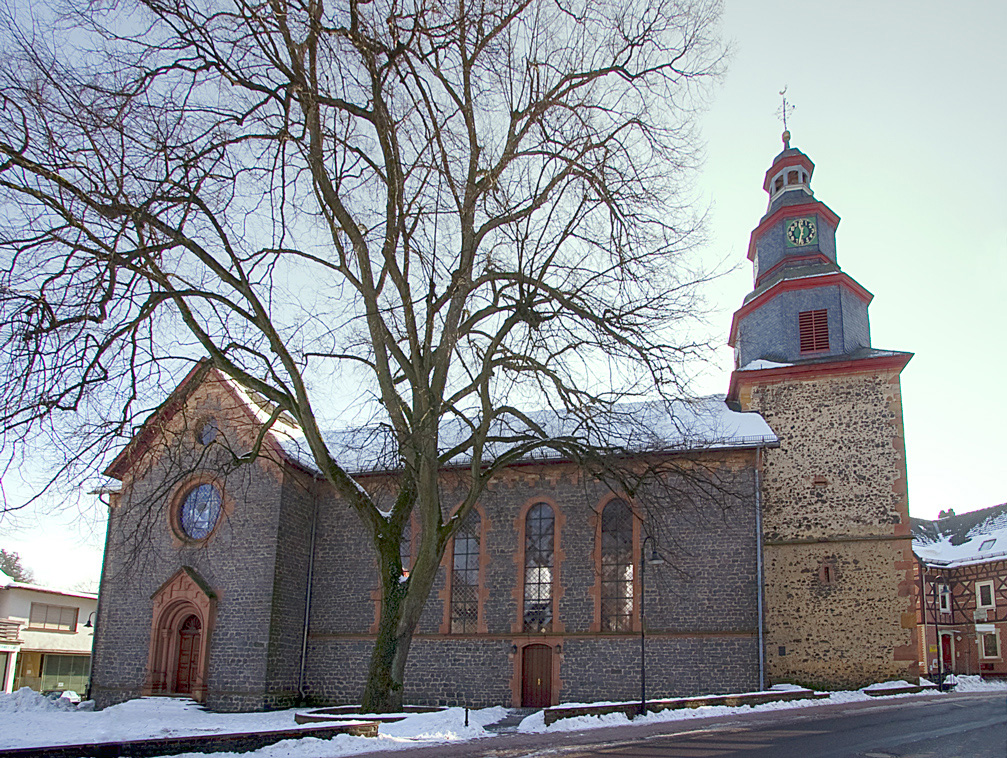
Biserica evanghelică

| An                          | Candidat                    | Partid                      | Rezultat în % |      |
| 17.07.2005(1)               | Stefan Betz                 | independent                 | 50,3          |      |
| 17.07.2005(1)               | Regina Hofmann              | independent                 | 49,7          |      |
| Participare la alegeri în % | Participare la alegeri în % | 58,1                        | 58,1          |      |
| 03.07.2005                  | Stefan Betz                 | independent                 | 41,8          |      |
| 03.07.2005                  | Regina Hofmann              | independent                 | 28,4          |      |
| 03.07.2005                  | Günter Thösen               | independent                 | 25,4          |      |
| 03.07.2005                  | Carsten von Waffenstein     | NPD                         | 4,4           |      |
| Participare la alegeri în % | Participare la alegeri în % | 63,3                        | 63,3          |      |
| 19.09.1999                  | Wolfgang Zenkert            | CDU                         | 53,1          |      |
| 19.09.1999                  | Karlheinz Grun              | SPD                         | 46,9          |      |
| 19.09.1999                  | Participare la alegeri în % | Participare la alegeri în % | 62,7          | 62,7 |
| 14.11.1993                  | Wolfgang Zenkert            | CDU                         | 50,8          |      |
| 14.11.1993                  | Karlheinz Grun              | SPD                         | 49,2          |      |
| Participare la alegeri în % | Participare la alegeri în % | 73,7                        | 73,7          |      |

(1)Al doilea tur

### Localități înfrățite
Orașul Gedern este înfrățit cu:
- Columbia, Illinois
- Nucourt
- Polanów

## Obiective turistice
- Castelul Gedern
- Catselul Moritzstein în Wenings

### Muzee
- Kulturhistorisches Museum (Muzeu istoric-cultural; adresa: Schlossberg 7, 63688 Gedern)[7]

## Infrastructură
Prin Gedern trec drumurile naționale B 275 (Lauterbach - Bad Schwalbach) și B 276 (Mücke - Lohr) și drumurile landului L 3010, L 3184, L 3185, L 3192 și L 3193.

## Personalități
- Otto zu Stolberg-Wernigerode (1837-1896), vice-cancelar al lui Bismarck, s-a născut la Gedern.